# Foodpanda
Foodpanda este un serviciu pentru comenzi de mâncare prezent pe piața românească din 2013, adus de incubatorul german Rocket Internet și deținut în prezent de compania Delivery Hero. Este cea mai mare platformă de profil din România, colaborând cu peste 500 de restaurante din peste 10 orașe din țară. Platforma este momentan activă în București, Cluj-Napoca, Timișoara, Iași, Brașov, Constanța, Arad, Ploiești, Oradea, Galați, Craiova, Sibiu, Buzău și Vaslui. Foodpanda are actualmente peste 1000 de restaurante partenere. În luna mai 2021, Glovo a preluat activitățile Foodpanda din Bosnia și Herțegovina, Bulgaria, Croația, Serbia, respectiv România, ambele aplicații funcționând, totuși, în paralel pentru o perioadă. Începând cu 1 februarie 2022, toate operațiunile Foodpanda din România au fost transferate către aplicația Glovo.

## Istoric
- În 2018, Delivery Hero, grupul german care deține Foodpanda, a achiziționat platforma hipMenu.[1][2]
- În 2016, compania germană Delivery Hero a cumpărat Foodpanda de la Rocket Internet.[4]
- În 2015, Foodpanda a lansat un produs destinat corporațiilor sau angajaților din companii care comandă mâncare la birou, platforma intrând în acest fel pe segmentul comenzilor corporate.[8][9]
- În 2014, platforma s-a extins în Iași[10], Timișoara,[11] Constanța și Brașov.[12]
- În 2013, platforma s-a lansat în București și Cluj-Napoca.[13]

## Rezultate financiare
Număr angajați:
- 2015: 20 de angajați[9]
- 2014: 10 angajați[9]